# Bocoya
Bocoya o Ibaqouyen (en rifeño: ⵉⴱⴻⵇⵓⵢⵏ) es una de las principales cabilas o tribus bereberes del Rif en el norte de Marruecos, situada en la provincia de Alhucemas. Los Bocoya, también conocidos como ‘’‘Ait Boukoya’’’, forman parte de los pueblos bereberes o amazigh que habitan la región, y su historia está íntimamente ligada a la del Rif, tanto en lo político como en lo cultural.

## Geografía
Limitan al sur con la tribu de los Ait Ouriaghel y al oeste con la tribu Ait Itteft.
La principal ciudad del territorio Bocoya es Alhucemas, conocida en bereber como ‘‘Taghzut’’, que actúa como centro administrativo, comercial y cultural de la región. Entre otras localidades importantes dentro de la cabila destacan Rouadi, una zona montañosa y agrícola, y Aduz, que mantiene un importante legado histórico y cultural.

## Historia de Bocoya
A lo largo de la historia, la cabila de Bocoya ha sido protagonista de numerosos eventos relevantes en la región del Rif. Durante los siglos XIX y XX, los Bocoya, junto a otras tribus rifeñas, estuvieron involucrados en conflictos contra la ocupación colonial española y francesa. En particular, se les menciona en incidentes relacionados con el contrabando y el ataque a barcos europeos en las costas mediterráneas, lo que llevó a tensiones internacionales con potencias extranjeras, como Francia y España. Estos conflictos marcaron un periodo de gran tensión diplomática y militar, durante el cual los Bocoya fueron a menudo descritos erróneamente como “piratas” por las potencias coloniales debido a los ataques que realizaban para proteger su territorio y sus intereses económicos.
Uno de los episodios más importantes en los que participaron fue la guerra del Rif (1921-1926), un conflicto clave en la historia de Marruecos, donde los Bocoya lucharon junto a otras tribus bajo el liderazgo de Abd el-Krim, resistiendo la ocupación española y defendiendo su autonomía. La guerra culminó con la derrota de las fuerzas rifeñas, y el establecimiento del protectorado español en la región hasta la independencia de Marruecos en 1956.

## Cultura y Sociedad
Los Bocoya, como otras cabilas del Rif, han conservado una identidad cultural sólida, manteniendo su lengua tamazight y sus costumbres ancestrales. La sociedad bocoya, al igual que otras en el Rif, está organizada en torno a lazos de parentesco, y la economía tradicional de la cabila ha estado basada en la agricultura y la ganadería, aunque en los últimos años ha habido cambios socioeconómicos importantes, debido tanto a la migración como a la modernización de la región.
Una de las características más destacadas de la región Bocoya es su paisaje natural, que incluye áreas protegidas como el Parque Nacional de Alhucemas, conocido por sus acantilados, playas vírgenes y biodiversidad. La riqueza natural de la zona es un reflejo del vínculo profundo que las comunidades locales tienen con su entorno, siendo el territorio un elemento clave en la preservación de su identidad.

## Evolución Reciente
En las últimas décadas, la región de Bocoya ha visto una creciente influencia de la diáspora rifeña, especialmente en países europeos como Francia y Bélgica. Esta migración ha traído consigo un flujo de remesas que ha contribuido a mejorar las condiciones de vida en algunas zonas rurales, aunque también ha generado tensiones relacionadas con la despoblación y la pérdida de tradiciones locales. No obstante, la región sigue siendo un baluarte de la cultura amazigh, y su historia de resistencia y autonomía continúa siendo un elemento fundamental en la construcción de la identidad colectiva de los rifeños.

## Geografía
Su situación geográfica coincide aproximadamente con la zona del parque nacional de Alhucemas en la provincia homónima.
Los núcleos de población más importantes de la cabila son: Senada, Aduz, Torres de Alcalá y Ruadi.

## Historia
Los investigadores difieren en el origen del nombre de la cabila. Hay muy pocas referencias que hablan del nombre “Bocoya” y fueron primero los romanos quienes aludieron a este nombre en sus escrituras. Los historiadores latinos hablaron del término “Baquates” que puede tener relación con la palabra “Bocoya”. Aquí se puede hacer referencia a la hipótesis del escritor CARCOPINO que relaciona el nombre de “Baquates” con el nombre de “Barghwata” que colonizaron La Chawiya (sudoeste de Marruecos actual) en la Edad Media, pero esta hipótesis fue rechazada.
Luego apareció otra hipótesis del investigador J.DESANGES que compara el nombre de “Baquates” con Bocoya y la mejor prueba de ello es la existencia de un grupo de tribus denominadas Ait Bokoyo en el medio Atlas en la cabila de Sanhaya de Zayan.
En general se puede concluir que, a pesar de las pocas referencias que hay sobre la etimología de Bocoya, el origen de esta cabila es de las tribus bereberes de Sanhaya y pueden mencionarse dos nombres de historiadores que defienden la misma teoría: Abderrahman Ibn Jaldun y Abi Ubaid Allah Albakri.